# Нови-Мартинац
Нови-Мартинац (серб. Милошевци, босн. Novi Martinac) — населенный пункт (деревня) в общине Србац, который принадлежит энтитету Республике Сербской, Босния и Герцеговина. По результатам югославской переписи населения 1991 года в Нови Мартинаце проживало 15 человек.

## Население
Деревня характеризуется малочисленностью населения. Данные по 1993 году взяты из оценки численности населения, проводимой властями Республики Сербской.
| 1953                           | 1961 | 1971 | 1981 | 1991 | 1993 | - |
| ------------------------------ | ---- | ---- | ---- | ---- | ---- | - |
| 94                             | 65   | 42   | 13   | 15   | 23   | - |
| Гистограмма динамики населения |      |      |      |      |      |   |